# Autooxidación
Autooxidación se denomina a una reacción que es provocada por un agente oxidante, como el oxígeno, el cual ataca a los ácidos grasos insaturados produciendo compuestos que generan la llamada rancidezoxidativa. Se da en alimentos grasos y en lípidos en general. La reacción de la autooxidación de las grasas y aceites, tiene lugar mediante la intervención de radicales libres, mediante una serie de reacciones en cadena. Esto provoca una degradación y una alteración de las características organolépticas del alimento: desarrolla aromas y sabores típicos de la rancidez, decoloración de los pigmentos y formación de productos tóxicos.

## Mecanismo

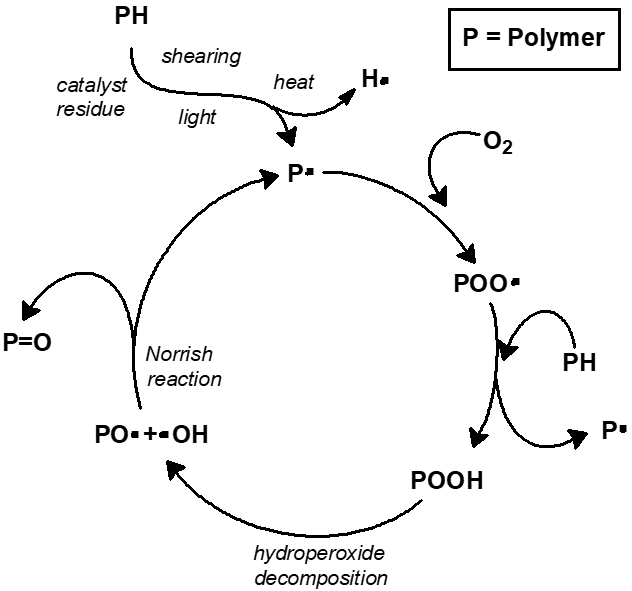
Este esquema describe el montón de pasos de reacción de la degradación del polímero.

El mecanismo de autooxidación se lleva a cabo mediante 3 reacciones:

### Iniciación
La autooxidación empieza en las zonas de insaturación de las grasas o aceites, ya que son las más susceptibles, la reacción ocurre de forma autocatalítica a través de radicales libres intermediarios y se inicia habitualmente por trazas de metales y peróxidos que se encuentran de forma ubicua como impurezas en los alimentos. Se forman radicales Peroxi (RO2-), Alcoxi (RO-) o Alquilo (R-), que quedan libres, y sustraen átomos de hidrógeno de los ácidos grasos. Se tienen pruebas de que la reacción de oxidación lipídica se inicia por la excitación de la moléculas de oxígeno para que pase de un estado triple a un estado único, pudiéndose generar por la presencia de luz o algún otro tipo de energía radiante, pudiendo en esta forma excitada el oxígeno ataca las dobles uniones de los ácidos grasos, formando un radical lipoperóxido. Los compuestos formados en esta fase son muy inestables y tienden a reaccionar rápidamente dando lugar a la fase de propagación.

### Propagación
En las reacciones de propagación se generan, como es conocido, más radicales libres producto de que reaccione un radical libre con alguna otra molécula que no es un radical, además de generar diferentes compuestos que propician olores y sabores característicos de este proceso.

### Terminación
La reacción en cadena muchas veces se detiene muy rápido, ya sea por sustancias protectoras llamadas cazadores de radicales o por un fenómeno de recombinación en el curso del cual dos radicales más o menos idénticos se unen de nuevo por medio de sus electrones libres y detienen las reacciones en cadena que dañan todo tipo de moléculas que se encuentren en su entorno.